# Valentin Lechner
Valentin Lechner (* 2. Jänner 1777 in Sulz im Weinviertel; † 18. Februar 1849 in Graz) war ein österreichischer Komponist, Organist und Verwaltungsbeamter.

## Leben
Valentin Lechner wurde am 2. Jänner 1777 in Obersulz 33, in der heutigen Gemeinde Sulz im Weinviertel, als siebtes der neun Kinder des Schneiders Johann Georg Lechner und der Elisabeth geb. Pirkner geboren.
Von ca. 1801 bis 1805 war er als Organist und Musikmeister in Marburg an der Drau tätig und kam dann nach Klagenfurt, wo er an der Stadtpfarrkirche St. Egydius den Organistendienst versah. Da seine musikalische Karriere nicht den erwünschten finanziellen Erfolg abwarf, betätigte er sich in Klagenfurt, wie schon in Maribor, auch als Buchhalter und trat 1809 – nachdem 1806 seine Bewerbung um die von dem 71-jährigen Georg Adalbert Schmid, den er oft vertrat, bekleidete Stelle des Chorregenten erfolglos geblieben war und auch ein Engagement als Musiklehrer in Laibach sich zerschlagen hatte –  in Graz in die k. k. Staatsbuchhaltung ein, wo er 1811 Akzessist, 1818 Ingrossist und 1826 Rechnungsoffizial wurde. Als solcher starb er am 18. Februar 1849 in Graz.
Aus Lechners Hand stammen zahlreiche geistliche Kompositionen, deren Handschriften sich in Archiven in Laibach, Marburg an der Drau und Pettau befinden, aber auch in steirischen Kirchenarchiven (Mariazell, Pürgg, Vordernberg) und der Zisterzienserabtei Rein. In deren Umgebung erwarben Lechners Nachkommen ein Anwesen, den Lechnerhof, und waren v. a. Ende des 19. und in den ersten Jahrzehnten des 20. Jahrhunderts mit dem kulturellen Leben im Ort und dem Stift eng verbunden. In Graz gründeten Franz und Ferdinand Lechner das seinerzeit bekannte Grazer Großkaufhaus der Gebrüder Lechner, das sich an der Stelle des heutigen Kunsthauses befand, im sog. Eisernen Haus.
In Lechners Klagenfurter Zeit fällt die Widmung seiner Kantate Dem Unendlichen auf einen Text Friedrich Gottlieb Klopstocks an Fürstbischof Salm von Gurk. Seine handschriftlich im Stiftsarchiv Rein aufbewahrte Missa Solemnis in C, gewidmet Abt Ludwig Crophius wurde am 30. Oktober 2011, nach 174 Jahren, in der Stiftsbasilika Rein von der Neuen Hofkapelle Graz auf historischen Instrumenten und dem großen Chor des Vocalforums Graz unter der Leitung von Franz M. Herzog wieder uraufgeführt, unter dem Ehrenschutz von Bundespräsident Heinz Fischer.

## Werke im Stiftsarchiv Rein
- Missa solemnis in C, Opus XVI (Autograph), 1837
- Missa solemnis in C (Autograph), 1840
- Missa solemnis in F (Abschrift 1846)
- Requiem (Abschrift o. J.)
- Tantum ergo in Es-Dur (Abschrift 1845)
- Tantum ergo in C-Dur (Abschrift o. J.)
- Tantum ergo (Abschrift 1846, zur Missa solemnis in F)
- Salve Regina (Abschrift 1830)
- Salve Regina (Abschrift 1845)
- Sub tuum praesidium (Abschrift 1834)
- Cantate in Es-Dur „Wie erhebt sich das Herz“ (Abschrift o. J. mit Vermerk „1838 am Ulrichssonntag“)